# Ишимбайское управление буровых работ
Ишимбайское управление буровых работ объединения «Башнефть» (ИУБР) — предприятие г. Ишимбая, осуществлявшее строительство установок для проведения буровых работ, бурение и испытание поисковых, разведочных и эксплуатационных скважин, а также восстановление старых эксплуатационных скважин методом зарезки и бурения боковых стволов. Действовало в 1930—1999 годах.

## История
В июне 1929 года в БАССР была образована Стерлитамакская нефтеразведка конторы «Уралнефть». На базе предприятия 27 октября 1930 года было основано Ишимбайское управление буровых работ как Стерлитамакская районная контора по бурению треста «Уралнефть». Управление стало первым нефтяным предприятием Башкирской АССР. 
Стерлитамакская районная контора по бурению 3 декабря 1930 года была преобразована в Стерлитамакскую контору разведочного бурения, с 1936 года — в Ишимбайскую контору бурения и контору бурения НПУ «Ишимбайнефть», с 1970 года предприятие носит современное название. В 1990—ые — Ишимбайское УБР — филиал АНК «Башнефть».
С 1999 года функции и задачи предприятия выполняют Ишимбайское подразделение глубокого бурения ООО Уфимское управление буровых работ, Ишимбайское подразделение глубокого бурения.
С 1930 года предприятием открыто 57 месторождений нефти и газа. Предприятие начало свою деятельность с буровых работ в районе деревни Ишимбаево в составе треста «Уралнефть». ИУБР была связано научно-производственными связями с ведущими профильными вузами СССР.
ИУБР впервые в отрасли внедрил следующие технологии:
- бурение верхних интервалов большого диаметра сверхглубоких скважин реактивно-турбинными бурами (1970);
- бурение сверхглубокой (до 7000 м) скважины газотурбинными двигателями для выработки электроэнергии в области бурения (1980, с. Кулгунино).

## Состав предприятия
ИУБР состоял из цеха бурения, вышкомонтажного и прокатно-ремонтного участка, транспортной колонны. Основным заказчиком бурения нефтяных скважин являлось НГДУ «Ишимбайнефть».
В состав «Ишимбайнефти» введен распоряжением Совета Министров РБ от 26.08.93 N 1106-р О передаче структурных подразделений с баланса по «Башнефть» на баланс Опытно — нефтегазодобывающего управления «Ишимбайнефть».
Во исполнение Указа Президиума Верховного Совета Республики Башкортостан от 9 августа 1993 года N 6-2/356г было передано на баланс Опытно — нефтегазодобывающего управления «Ишимбайнефть» с баланса производственного объединения «Башнефть» по состоянию на 1 августа 1993 года следующие структурные подразделения:
- Ишимбайское управление буровых работ;
- Ишимбайское управление технологического транспорта-2;
- цех связи производственно — технического управления связи;
- совхоз «Агидель»;
- отдел рабочего снабжения нефтегазодобывающего управления «Ишимбайнефть»;
- участок государственного предприятия «Башнефтегазпром».

## Известные убээровцы
С ИУБР была связана деятельность М. З. Гайфуллина, И. А. Исхакова, Н. В. Мылицина, Н. М. Шлюхина.